# 내남초등학교 명계분교
내남초등학교 명계분교는 대한민국 경상북도 경주시 내남면에 있었던 초등학교이다. 소재지는 경상북도 경주시 내남면 내외로 1042 (명계리 54-3) 위치했으며, 현재는 경주임실치즈학교 운영하고 있다.

## 역사
- 1949년 9월 16일 내남초등학교 명계분교장 인가
- 1997년 3월 1일 내남초등학교로 통합

## 같이 보기
- 내남초등학교